# Gli esclusi (romanzo)
Gli esclusi (Left Behind) è un romanzo di Tim LaHaye e Jerry B. Jenkins, pubblicato nel 1995, primo dei sedici romanzi della serie di Left Behind, basati sulle profezie escatologiche bibliche.

## Trama
Improvvisamente, in tutto il mondo, milioni di credenti svaniscono apparentemente nel nulla, lasciando solo i propri abiti dietro di sé. Tra i "lasciati indietro" che hanno subito la perdita di uno dei propri cari vi sono Rayford Steele, pilota di Boeing 747, sua figlia Chloe ed il pastore Bruce Barnes, i quali comprendono che è avvenuto il Rapimento della Chiesa. Intanto, il giornalista Cameron "Buck" Williams, testimone oculare di un evento miracoloso, l'inspiegabile distruzione degli aerei russi che stavano attaccando lo Stato d'Israele, e passeggero dell'aereo pilotato da Steele nel momento del Rapimento, inizia a seguire le notizie riguardanti il giovane presidente rumeno Nicolae Carpathia, che in seguito alla crisi provocata dal rapimento viene eletto Segretario generale delle Nazioni Unite. Come primo atto del suo mandato, Carpathia stipula un trattato mondiale di pace tra le Nazioni Unite ed Israele, in cambio di un nuovo tipo di fertilizzante sintetico, detto "Formula Eden", inventato dal biologo israeliano Chaim Rosenzweig, capace di trasformare zone desertiche in coltivabili. Rayford, Chloe, Buck e Bruce, riconoscendo in questo evento l'inizio del periodo settennale della Tribolazione si uniscono in un gruppo di credenti post-rapimento che verrà chiamato Tribulation Force.

## Adattamenti cinematografici
Dal romanzo sono stati tratti due film, Prima dell'apocalisse (Left Behind: The Movie), uscito nel 2000, e Left Behind - La profezia uscito nel 2014.